# Bacillus megaterium
Bacillus megaterium es una bacteria formadora de esporas, Gram-positiva, principalmente aeróbica, similar a un bastón, que se encuentra en hábitats muy diversos. Tiene una longitud de celda de hasta 4 µm y un diámetro de 1,5 µm, que es bastante grande para las bacterias. Las células a menudo se presentan en pares y cadenas, donde las células están unidas por polisacáridos en las paredes celulares.[cita requerida]
En la década de 1960, antes del uso de Bacillus subtilis para este propósito, B. megaterium era el principal organismo modelo entre las bacterias Gram positivas para estudios intensivos sobre bioquímica, esporulación y bacteriófagos. Recientemente, su popularidad ha comenzado a aumentar en el campo de la biotecnología por su capacidad de producción de proteínas recombinantes.
Esta especie ha sido recientemente propuesta para ser transferida al género Priestia . La nomenclatura correcta sería entonces Priestia megaterium.
La bacteria es principalmente conocida por su elevada capacidad de crear exoenzimas y, además, porque posee enzimas que resultan inusuales, pero, a la vez, son muy útiles.

## Características
B. megaterium crece a temperaturas de 3 a 45 °C, con el óptimo alrededor de 30 °C Se encontró que algunos aislados de un lago geotérmico antártico crecían a temperaturas de hasta 63 °C Ha sido reconocido como un endófito y es un agente potencial para el biocontrol de enfermedades de las plantas. Se ha demostrado la fijación de nitrógeno en algunas cepas de B. megaterium . B. megaterium resiste Tyndallization pero se destruye en autoclave.
B. megaterium ha sido un organismo industrial importante durante décadas. Produce penicilina amidasa que se usa para hacer penicilina sintética y varias enzimas, como las amilasas que se usan en la industria panadera y la glucosa deshidrogenasa que se usa en los análisis de glucosa en sangre. También produce enzimas para modificar los corticosteroides y varias deshidrogenasas de aminoácidos. Además, se utiliza para la producción de piruvato, vitamina B 12 y moléculas con propiedades fungicidas y antivirales . Varios de estos compuestos bioactivos son lipopéptidos cíclicos, pertenecientes a las familias de lipopéptidos de surfactina, iturina y fengicina, que también son producidos por varias otras especies de Bacillus .
Se sabe que B. megaterium produce ácido poli-γ-glutámico . La acumulación del polímero aumenta considerablemente en un entorno salino (2–10 % de NaCl ), en el que el polímero se compone en gran parte de L-glutamato (contenido de L-isómero de hasta el 95 %). Al menos una cepa de B. megaterium puede considerarse halófila, ya que se ha observado crecimiento en hasta un 15 % de NaCl.

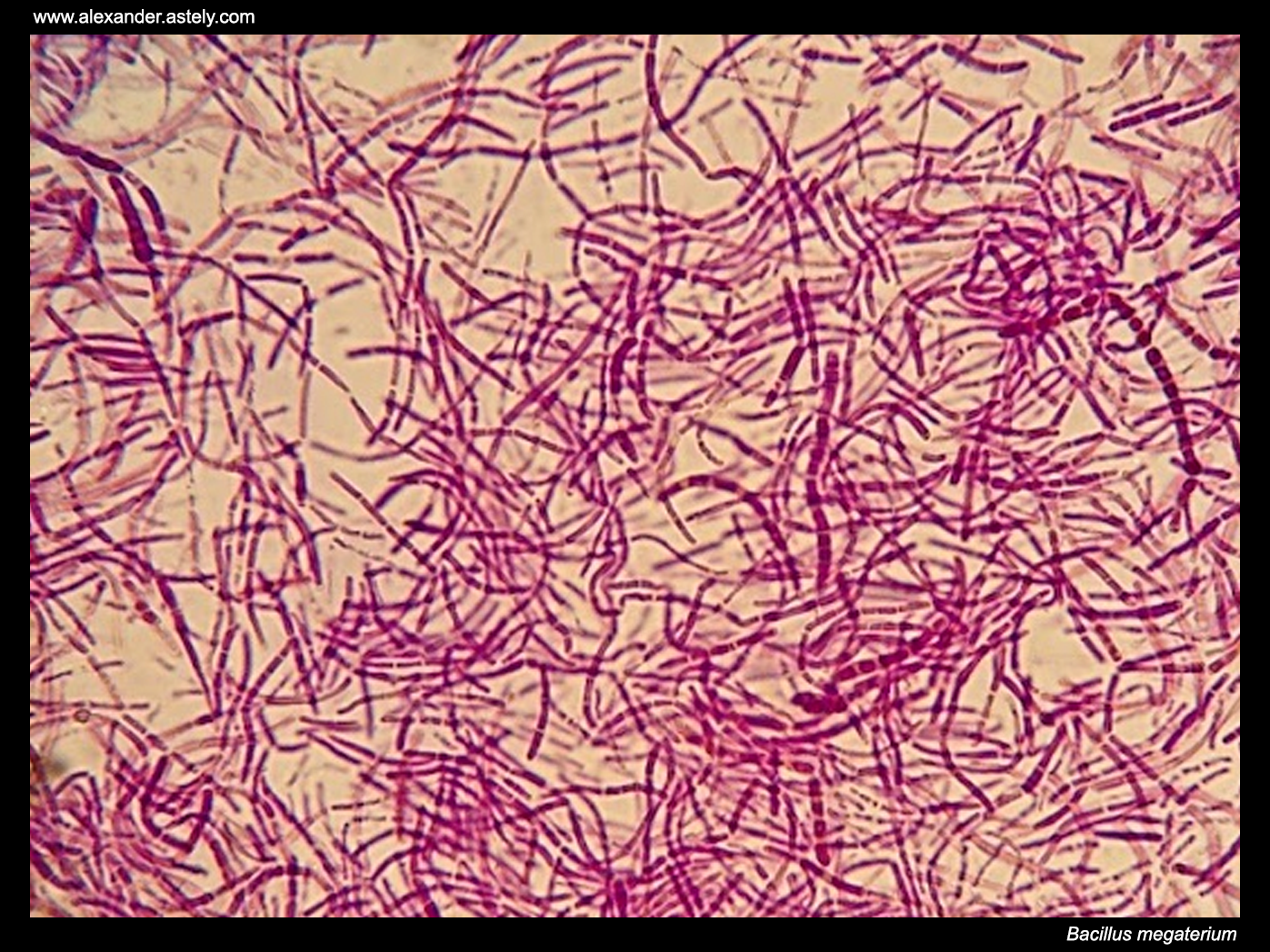
Bacillus megaterium teñido con Gram

Filogenéticamente, con base en el ARNr 16S, B. megaterium está fuertemente relacionado con B. flexus, este último se distinguió de B. megaterium hace un siglo, pero solo recientemente se confirmó como una especie diferente. B. megaterium tiene un contenido plásmido complejo, así como algunas similitudes fenotípicas y filogenéticas con los patógenos B. anthracis  y B. cereus, aunque en sí mismo es relativamente inofensivo.

## Aislamiento
B. megaterium es omnipresente en el medio ambiente. Además de ser una bacteria común del suelo y un endófito, se puede encontrar en varios alimentos (incluidos la miel y el polen de abeja, en los que la mayoría de los microorganismos no crecen) y en una variedad de superficies, incluidas muestras clínicas, cuero, papel, piedra, etc. También se ha aislado de heces de ganado, orugas de la polilla emperador y excrementos de la polilla de la cera .

## Historia del nombre
La especie fue descrita por de Bary en 1884, quien la llamó Bacillus megaterium, pero no dio una etimología. Sin embargo, algunos autores posteriores lo llamaron B. megatherium asumiendo que el nombre estaba mal escrito. Esta tendencia continúa ya que muchos científicos (principalmente del mundo en desarrollo ) todavía usan el nombre B. megatherium, sembrando confusión.
El nombre B. megaterium es un sustantivo nominativo en aposición (ver Regla 12 de IBCN ) y está formado por el adjetivo griego mega, (μέγας, μεγάλη, μέγα) que significa "grande", y una segunda palabra de etimología poco clara. Son posibles tres hipótesis del epíteto "megaterium":
- error ortográfico involuntario (poco probable dado el hecho de que de Bary y sus estudiantes usaron constantemente el epíteto "megaterium"), mientras que debería haber sido megatherium, de therion ( θηρίον, que significa "bestia" [18] ), para significar "gran bestia ".
- una contracción de "megabacterium" como especuló Rippel en[19] dado el hecho de que de Bary llamó a la bacteria con el sobrenombre de Grosstier o Grossvich
- proviene de teras, teratos ( τέρας, τέρατος, un sustantivo neutro que significa presagio o maravilla o, indirectamente, monstruo,[20] ) que podría interpretarse como "gran monstruo" (con el nombre neolatino formado incorrectamente dado que no hay evidencia de un sustantivo de la tercera declinación griega cuando se convierte al latín convirtiéndose en una segunda declinación latina usando la raíz nominativa, que es "ter-", mientras que el otro caso usa la raíz "terat-". Si se hubiera convertido en un sustantivo de tercera declinación habría sido "megateras, -atis").

En consecuencia, se decidió en la primera opinión jurídica del código Bacteriológico que el nombre debía permanecer como "megaterium" dado el significado poco claro.
La etimología enumerada en LPSN es, a pesar de no ser del todo correcta, una fusión de la primera y tercera interpretación Gr. adj. megas, grande; Gramo. norte. teras -atis, monstruo, bestia; n.l. megaterio, gran bestia. 
El nombre de la especie megaterium</link> se ha aplicado a otros géneros.